# Croton disjunctus
Espèce
Classification APG III (2009)
Croton disjunctus est une espèce de plantes à fleurs du genre Croton et de la famille des Euphorbiaceae, présente au nord est du Mexique.